# Interalmería TV

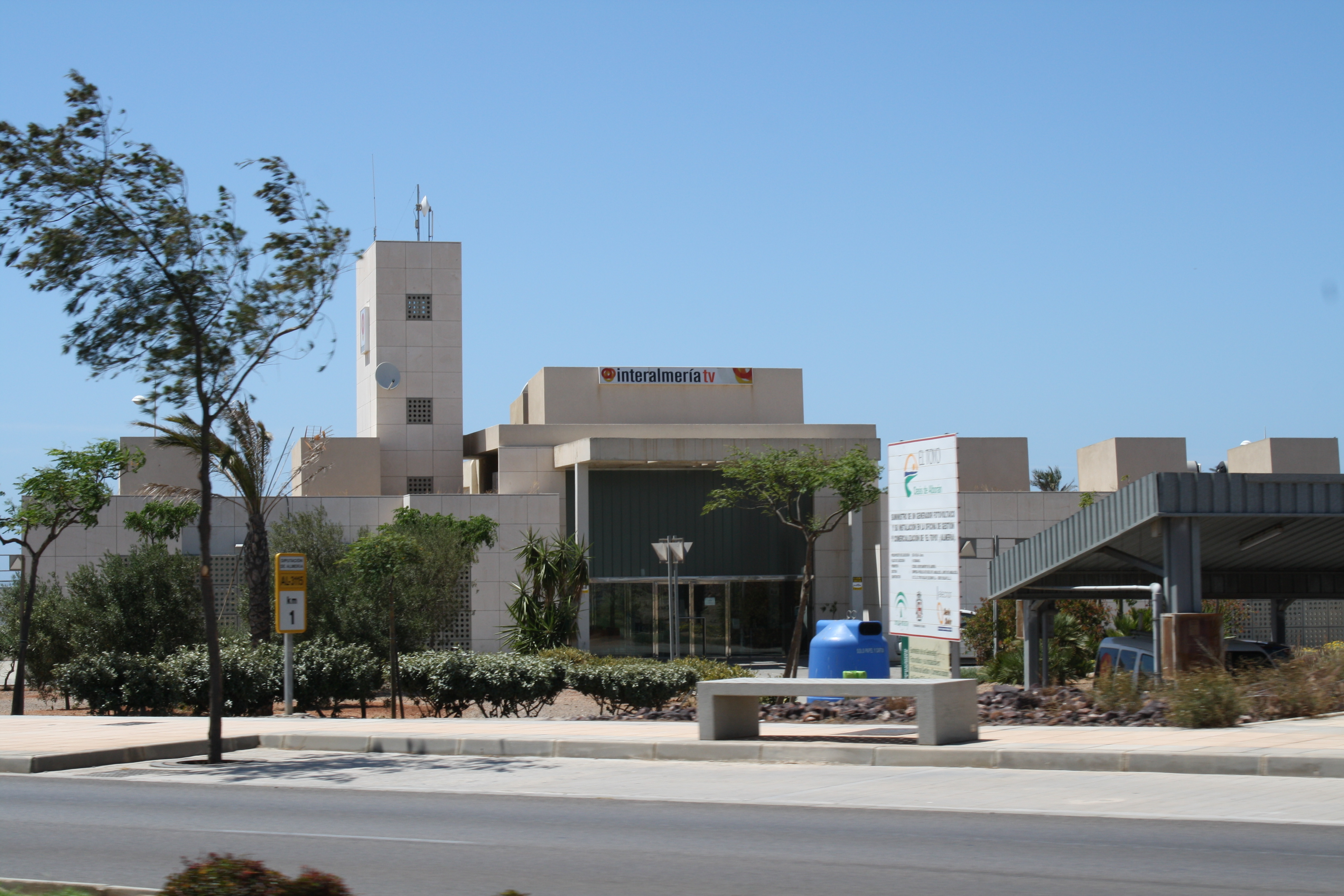
Instalaciones de Interalmería TV, Retamar, Almería.

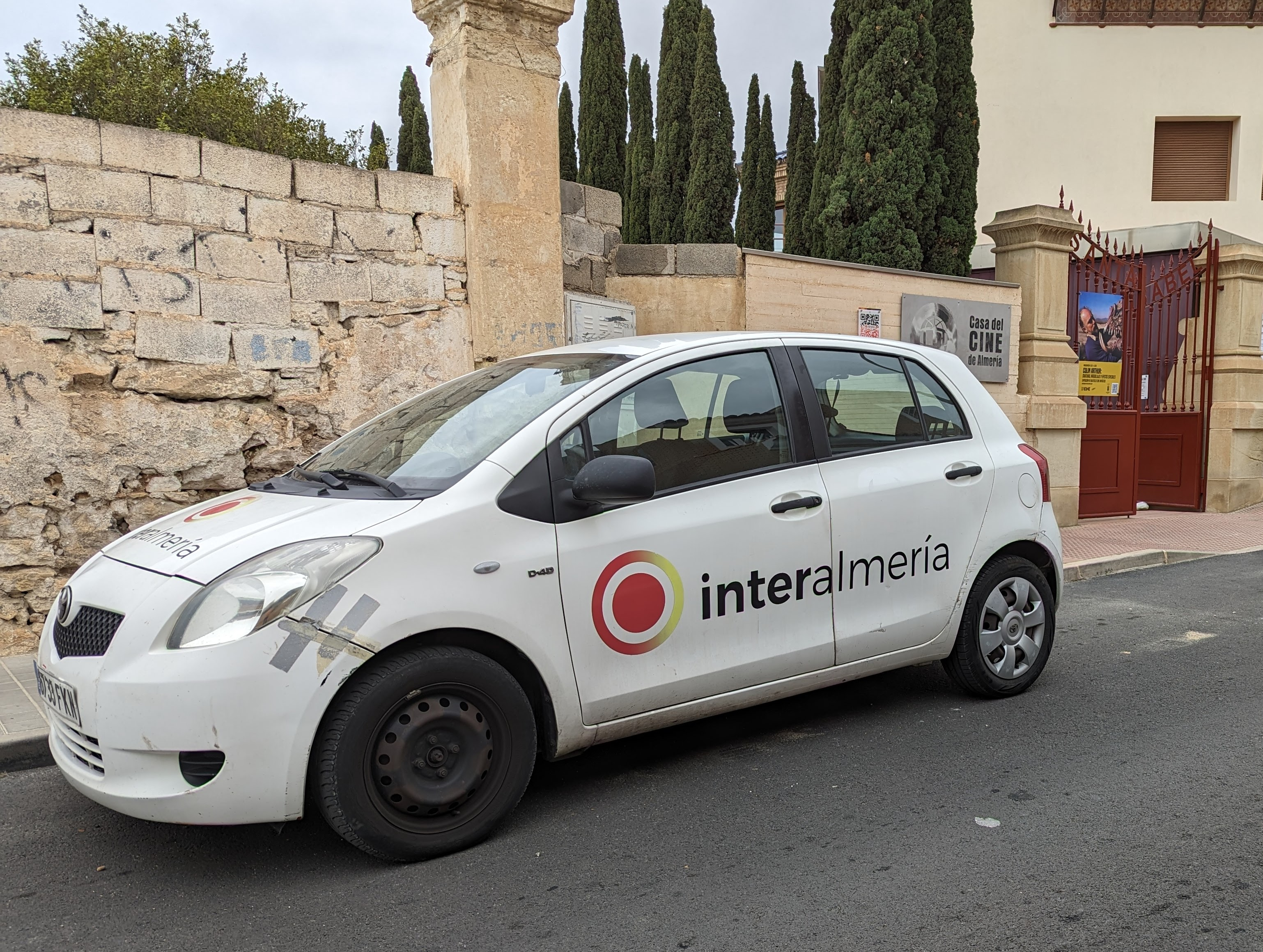
Unidad móvil de Interalmería TV.

Interalmería TV es un canal de televisión local de Almería. Emite contenidos de LocalVisión.
Es la primera televisión de Almería, y la primera en disponer de una unidad móvil.

## Historia
Interalmería TV es la primera televisión digital en Almería, está equipada con la tecnología más actual. En el proceso de producción no existen cintas, las cámaras son digitales y están listas para la alta definición, conocida en inglés como High Definition (HD).
Todos los contenidos como: noticias, entrevistas, programas, son editados por ordenador, a través de un moderno programa que permite la integración de textos, imágenes y sonidos para su realización.
Además, Interalmería TV dispone de la primera Unidad Móvil que tiene una televisión en Almería, algo que hace posible la emisión en directo de cualquier acontecimiento que tenga interés para los ciudadanos de Almería. 
La señal es transportada a través de un enlace digital después de su realización en la unidad móvil hasta el centro de producción situado en El Toyo, una vez allí, se emite al aire a través de los repetidores, situados, uno en Sierra Alhamilla, y otro en Pescadería.

## Programas
- Almería is different: magacín cultural presentado por Alfredo Casas.
- El Costal (antes Estación de Penitencia): programa especial de la Semana Santa Almeriense.
- El Desmarque
- La Tertulia
- Parcela 24
- La Entrevista: espacio de entrevistas con los principales protagonistas de la actualidad política, social, cultural o económica almeriense.
- Top Música
- TWO
- Almería escena:  programa de entrevistas y entretenimiento que incluye la realización en directo de conciertos a puerta cerrada y con público on line en los espacios escénicos municipales, Apolo o Auditorio.
- Informativos Noche.: recoge de forma más detallada la crónica de las noticias de la jornada. Incluye reportajes y la información del deporte con Juanjo García y el espacio del Tiempo.
- Informativos Mediodía.: es el primer avance de la información local de la ciudad. Es presentado por Rafael López y la información deportiva corre a cargo de Juanjo García.
- Plenos del Ayuntamiento de Almería.
- A bombo y platillo.
- Cabalgata.: cabalgatas de los Reyes Magos en Almería.
- Vive Almería.: magacín sobre la actividad cultural y social de Almería.
- MC a tu salud.
- Carnaval Almería.
- Almería por ti.
- Intermotor.
- Un rato corto.
- Abierto al Atardecer.: magacín de tarde, un espacio de carácter lúdico-informativo de entrevistas y reportajes, con conexiones en directo, que proyecta la actualidad de la vida almeriense, afectando,  en particular,  a sus ciudadanos, barrios, tradiciones, música, cultura, artes escénicas, etc, con el objeto de promocionar la actualidad social y cultural más significativa y relevante de la ciudad.
- Noche de Feria.
- El Círculo de las Letras.
- Entrevistas con Vistas